# Jugurtha Ait-Bekka
Jugurtha Ait-Bekka, né le 4 mars 1996, est un boxeur algérien.

## Biographie
Jugurtha Ait-Bekka est médaillé d'or dans la catégorie des moins de 52 kg aux Jeux africains de la jeunesse de 2014 à Gaborone
Il remporte la médaille d'or dans la catégorie des moins de 69 kg aux Jeux méditerranéens de 2022 à Oran.
Il est médaillé d'or dans la catégorie des moins de 67 kg aux Championnats d'Afrique de boxe amateur 2022 à Maputo, s'imposant en finale face au Camerounais Patrick Ngueumaleu.
Il remporte la médaille d'or dans la catégorie des moins de 63,5 kg aux championnats d'Afrique de boxe amateur 2023 à Yaoundé, s'imposant en finale face au Mauricien Louis Richarno Colin.
Il est médaillé de bronze dans la catégorie des moins de  63,5 kg aux Jeux africains de 2023 à Accra.